# Canis Canem Edit
Canis Canem Edit (lat. für „Hund frisst Hund“) ist ein Videospiel des Entwicklers Rockstar Vancouver, das im Oktober 2006 für die PlayStation 2 veröffentlicht wurde. Spätere Auflagen für andere Systeme tragen den Titel Bully: Die Ehrenrunde. Anlässlich des 10-jährigen Jubiläums der Erstveröffentlichung wurde am 8. Dezember 2016 das Spiel als Bully: Anniversary Edition für iOS und Android veröffentlicht.

## Handlung
In Canis Canem Edit schlüpft der Spieler in die Rolle des 15-jährigen Teenagers Jimmy Hopkins, der ein Schuljahr auf der „Bullworth Academy“ zu absolvieren hat. Wie in den artverwandten Spielen der GTA-Reihe sind eine Reihe von Missionen zu absolvieren.
Zunächst hat der Spieler den Anweisungen seines ersten Freundes Gary zu folgen. Dieser hat vor mit Jimmy die Schule zu erobern, aber nach einer gewissen Zeit wird er von ihm verraten, indem er den Schläger Russell auf ihn hetzt. Sobald der Spieler Russell besiegt und ihn damit gleichzeitig als Freund gewonnen hat, besteht die Gelegenheit, sich auch mit weiteren Schülern anzufreunden. Dazwischen bleibt aber genug Zeit, die sehr detaillierte Umgebung des Campus und ein paar kleine Ortschaften zu erkunden, in denen diverse Zusatzaufgaben warten (u. a. Go-Kart sowie Fahrrad-Rennen oder Botengänge für bestimmte Personen, die sich durch ein blaues Kreuz auf der Karte auszeichnen).
Jimmy hat an der „Bullworth Academy“ die folgenden vier Gangs zu besiegen:
- Preps (Kinder von reichen Eltern; angeführt von Derby)
- Greaser (Hängen an der Werkstatt rum; angeführt von Johnny)
- Streber (Haben eine Festung auf dem Schulgelände; angeführt von Earnest)
- Jocks (Sportler der Bullworth-Academy; angeführt von Ted)

Des Weiteren später außerhalb der Schule:
- Städter (teils ehemalige Schüler; angeführt von Edgar)

Zweimal am Tag ist Schulunterricht (9 und 13 Uhr), dessen positiver Ausgang die Fähigkeiten des Protagonisten erweitern. Das Schwänzen dieses Unterrichts ist möglich, allerdings sollte Jimmy sich dabei nicht erwischen lassen (nach Abschluss der 5. Stufe eines Unterrichtfaches ist der Gang zum Unterricht nicht mehr Pflicht und wird folgend auch nicht mit „Schwänzen“ geachtet). Der Aufenthalt im Schulhaus nach 19 Uhr ist ebenso verboten, wie das Nichteinhalten der Sperrstunde nach 23 Uhr. Verzichtet Jimmy auf seinen nächtlichen Schlaf, bricht er um zwei Uhr morgens bewusstlos zusammen und beim Erwachen könnten Teile seines Inventars entwendet worden sein.

## Spielprinzip und Technik
Die Figur wird in der Third-Person-Perspektive gesteuert. Neben für das Genre üblichen Aktionen wie Rennen, Hüpfen, Schwimmen, Skateboard- und Radfahren, Gegenstände werfen und schießen mit der Schleuder sind in bestimmten Situationen spezielle Aktionen wie Flirten, Frieden schließen etc. möglich.
Zwei Anzeigen weisen auf Jimmys Gesundheit und seinen „Kerbholz“-Grad hin: Erstere wird durch Essen und Trinken sowie Küssen ergänzt, wobei Küssen die Gesundheits-Anzeige um einen weiteren Balken, der sich über den ersten Balken legt, ergänzt; steigt Letzteres zu sehr an, wird der Schüler verstärkt von Aufsichtspersonen, Vertrauensschülern, Lehrern oder Polizisten verfolgt. Dem kann er sich durch Verstecken oder Flucht entziehen, Gegenwehr beim Ertapptwerden ist möglich, aber nicht immer erfolgreich. Wenn man den Englisch-Unterricht erfolgreich absolviert hat, kann man sich für kleinere Vergehen bei Präfekten oder Polizisten entschuldigen, was aber auch nur bedingt möglich ist, abhängig vom Stand des „Kerbholz“-Grades und des Vergehens, welches der Spieler begangen hat.

## Produktionsnotizen
In Nordamerika trägt auch die ursprüngliche Fassung für PlayStation 2 den Titel Bully, was im Englischen so viel wie „Schläger“ oder „Rüpel“ bedeutet. Dieser Titel wurde für Veröffentlichungen außerhalb der nordamerikanischen Länder vermutlich deshalb geändert, weil er entweder harmloser klingt oder zusätzlich provozieren sollte. Offizielle Erklärungen zum Namenswechsel von Seiten des Publishers blieben aus, ebenso bei der erneuten Umbenennung im Zuge der Veröffentlichung der überarbeiteten Fassung Bully: Die Ehrenrunde.
Eine angekündigte Version für die Xbox wurde nicht herausgebracht, weshalb das Spiel in Deutschland am 26. Oktober 2006 nur für die PlayStation 2 erschien. Am 19. Juli 2007 wurde das überarbeitete Bully: Die Ehrenrunde für Nintendos Wii und Microsofts Xbox 360 angekündigt, das am 7. März 2008 erschien. Am 24. Oktober 2008 erschien außerdem eine Windowsversion. Die Ehrenrunde bietet einige Neuerungen (z. B. weitere Schulfächer, Minispiele, optimierte Steuerung für die Wii), sowie eine verbesserte Grafik. Im März 2016 wurde das Spiel für die PlayStation 4 digital veröffentlicht und um einige Funktionen wie höhere Auflösung, Share Play und Trophäen erweitert. 2016 erschienen zusätzlich Versionen für mobile Endgeräte mit den Betriebssystemen Android und iOS.
Im Sommer 2008 klagte Schauspieler und Regisseur Michael „Bully“ Herbig erfolglos vor dem Münchner Landgericht gegen das Spiel. Aufgrund seines Spitznamens „Bully“ befürchtete Herbig, er „könne mit einem Gewaltspiel in Verbindung gebracht werden“ und forderte den Verkaufsstopp sowie eine Strafzahlung. Unbeachtet blieb dabei jedoch, dass es sich bei dem Begriff in erster Linie um eine gewöhnliche englische Vokabel handelt. Das Gericht entschied am 28. Oktober 2008, dass das Spiel nicht Herbigs Persönlichkeitsrechte verletzt. Der US-Anwalt Jack Thompson, der auch schon gegen Spiele wie Die Sims oder die GTA-Reihe vor Gericht zog, bemühte sich um ein Verbot des Spieles.

## Rezeption
Bereits während der Entwicklung wurde die mangelnde politische Korrektheit des Spiels kritisiert. Der Alltag an der virtuellen Schule ist geprägt von Streichen und Gemeinheiten unter den Schülern und auch gegenüber Autoritätspersonen bis hin zu groben Verstößen wie Körperverletzung, Diebstahl oder Einsteigen in das Mädchenwohnheim.
Kurz nach der Veröffentlichung geriet das Spiel in den USA erneut in die Kritik, nachdem bekannt geworden war, dass die Spielfigur auch mit männlichen Mitschülern flirten und diese sogar küssen kann.
Critify.de-Wertung (Durchschnitt aller deutschen Magazine): 78 (PC), 84 (Xbox 360), 85 (Wii, PS2).